# Embasaurus
Embasaurus („ještěr od řeky Emba“) byl rod málo známého masožravého dinosaura (teropoda), žijícího v období rané křídy (věk berrias až hoteriv, asi před 140 až 130 miliony let) na území dnešního Kazachstánu (lokalita Koi-Kara).

## Popis
Byly objeveny pouze dva fosilní obratle tohoto středoasijského teropoda, taxon je tedy považován za nomen dubium (pochybné vědecké jméno). Typový druh Embasaurus minax formálně popsal sovětský paleontolog a geolog Anatolij Rjabinin v roce 1931. Podle některých badatelů by Embasaurus mohl představovat bazálního (vývojově primitivního) tyranosauroida, blízce příbuzného rodu Xiongguanlong, podle jiných byl spíše zástupcem čeledi Megalosauridae.